# 노던일리노이 대학교
노던일리노이대학교(영어: Northern Illinois University, NIU)는 미국의 대학교이다. 미국 일리노이주 디캘브에 있으며, 1895년 개교했다. 1895년 5월 22일 'Northern Illinois State Normal School'라는 교명으로 설립되었다.